# Barnaba (Prokofjew)
Barnaba, nazwisko świeckie Władimir Nikolajewicz Prokofjew (ur. 
19 lutego 1945 w Courbevoie) – były biskup Rosyjskiego Kościoła Prawosławnego poza granicami Rosji. W 2001 pozbawiony kapłaństwa.

## Życiorys
Pochodził z rodziny emigrantów rosyjskich. Jego ojciec był rosyjskim szlachcicem i oficerem. W młodości Władimir Prokofjew był posłusznikiem na górze Athos, jednak nie złożył wieczystych ślubów mniszych. Został natomiast wyświęcony na kapłana. Przez wiele lat był proboszczem parafii św. Michała Archanioła w Cannes. Dzięki krewnym, zatrudnionym we francuskiej ambasadzie w Moskwie, mógł w połowie lat 60. XX wieku legalnie podróżować do ZSRR.
W 1980 w tajemnicy przyjął chirotonię biskupią w strukturach Rosyjskiego Kościoła Prawosławnego poza granicami Rosji, który nakazał mu nie tylko ukrywać fakt święceń biskupich, ale i wcześniejsze postrzyżyny mnisze; formalnie duchowny pozostawał jedynie protoprezbiterem. Rok później z prywatnej inicjatywy, bez konsultacji z Synodem, w czasie kolejnego wyjazdu do ZSRR biskupa Barnaba udzielił chirotonii biskupiej archimandryty Łazarzowi (Żurbience), duchownemu rosyjskiej Cerkwi katakumbowej, który od 1975 uznawał zwierzchność Cerkwi Zagranicznej.
W 1990 informacja o chirotonii biskupiej proboszcza cerkwi w Cannes została podana do wiadomości publicznej. Dwa lata później duchowny został skierowany do Rosji, by w Moskwie utworzyć placówkę duszpasterską Cerkwi Zagranicznej zarządzaną bezpośredni przez Synod jej biskupów. W Moskwie znaczący wpływ wywarł na niego ks. Aleksiej Awierjanow, duchowny związany ze skrajnie prawicową, monarchistyczną organizacją Front Narodowo-Patriotyczny „Pamięć”. Pozyskane przez niego dla placówki biskupa Barnaby pomieszczenie na terenie szpitala należącego dawniej do monasteru Świętych Marty i Marii w Moskwie de facto znalazły się pod kontrolą „Pamięci”. Fakt ten sprawił, że Cerkiew Zagraniczna, dotąd przychylnie opisywana w prasie rosyjskiej, stała się przedmiotem krytyki. Barnaba wtrącał się również w wewnętrzne sprawy innych eparchii Cerkwi Zagranicznej utworzonych w Rosji. W rezultacie Pierwszy Hierarcha Rosyjskiego Kościoła Prawosławnego poza granicami Rosji Witalis publicznie odcinał się od jego działalności, a duchowni Cerkwi Zagranicznej również działający w Rosji wielokrotnie prosili o jego odwołanie z Rosji.
Synod pozbawił Barnabę pełnomocnictw do działania w Rosji w 1993, gdy hierarcha z własnej inicjatywy nawiązał kontakty z niekanonicznym Ukraińskim Kościołem Prawosławnym Patriarchatu Kijowskiego. Mimo to duchowny nadal służył w Moskwie, do momentu, gdy został wypędzony z zajmowanych pomieszczeń przez bojówkarzy „Pamięci”, którzy przestali popierać Cerkiew Zagraniczną. Duchowny pozostał krótko w Waliszczewie pod Moskwą, następnie wrócił do Cannes.
Po rozłamie w Rosyjskim Kościele Prawosławnym poza granicami Rosji, wywołanym przez emerytowanego Pierwszego Hierarchę Witalisa, poparł go, przystąpił do założonego przez niego Rosyjskiego Kościoła Prawosławnego na Wygnaniu i przyjął tytuł biskupa, a następnie arcybiskupa, Cannes i Europy. Trzy lata później, w 2004, metropolita Witalis przeniósł go w stan spoczynku za naruszanie kanonów cerkiewnych i szkodliwą dla Kościoła działalność. W 2006 Barnaba złożył pisemną prośbę o przyjęcie go do na powrót do Rosyjskiego Kościoła Prawosławnego poza granicami Rosji i stwierdził, że żałuje swoich wcześniejszych wykroczeń przeciwko dyscyplinie kościelnej. Synod Cerkwi Zagranicznej uznał jego skruchę za szczerą i przyjął go powtórnie jako biskupa w stanie spoczynku, zabraniając mu jednak uczestniczyć w posiedzeniach Synodu Kościoła oraz w Soborach Biskupich, wyświęcać i nagradzać duchownych, jak również służyć poza cerkwią św. Michała Archanioła w Cannes.
W 2010 został skazany na sześć miesięcy pozbawienia wolności za przywłaszczenie 405 tys. euro przekazanych przez prywatnych darczyńców z przeznaczeniem na renowację cerkwi w Cannes.
W lutym 2014 został suspendowany. W  lipcu tego samego roku Sobór Biskupów Cerkwi Zagranicznej potwierdził wcześniejszą decyzję o pozbawieniu byłego biskupa Barnaby stanu kapłańskiego; analogicznie postąpiono w odniesieniu do grupy duchownych, który również w 2001 dopuścili się schizmy.